# Pariser Friedenskonferenz 1946

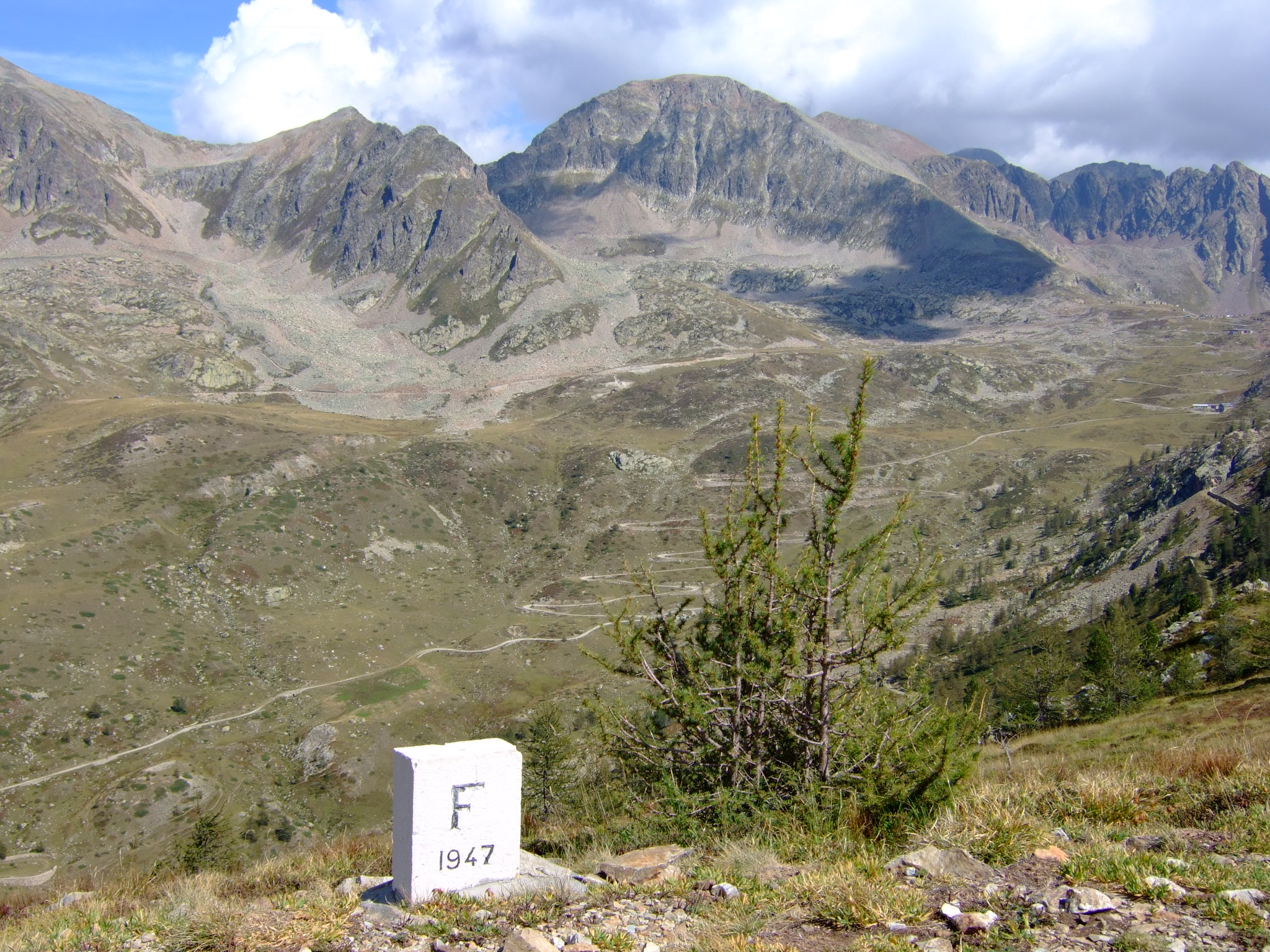
Col de la Lombarde: Die französisch-italienische Grenze, wie sie am 1. Januar 1938 verlief, wurde im Friedensvertrag mit Italien 1947 im Wesentlichen wiederhergestellt.

Die Pariser Friedenskonferenz war eine Konferenz in Paris vom 29. Juli bis zum 15. Oktober 1946 der im Zweiten Weltkrieg alliierten und assoziierten Mächte einerseits sowie Italien und den ehemaligen Verbündeten der Achsenmächte andererseits.
Der Abschluss von Friedensverträgen mit Italien, Rumänien, Ungarn, Bulgarien und Finnland war im Sommer 1945 auf der Potsdamer Konferenz im Hinblick auf eine Aufnahme in die Organisation der Vereinten Nationen vereinbart und das Verfahren in einem Kommuniqué des Rats der Außenminister vom Dezember 1945 konkretisiert worden.
Da an der Konferenz 33 Staaten teilnahmen, von denen 21 stimmberechtigt waren, wird sie auch Konferenz der 21 Nationen genannt. Die Konferenz gab den Staaten, die sich aktiv am Krieg gegen die Achsenmächte beteiligt hatten, Gelegenheit, zu den Vertragsentwürfen der Großmächte Stellung zu nehmen.
Die Anti-Hitler-Koalition, vor allem die Sowjetunion, die Vereinigten Staaten und Großbritannien, verhandelten auf dieser Konferenz die Friedensbedingungen mit den europäischen Kriegsgegnern Italien, Rumänien, Ungarn, Bulgarien und Finnland. Italien blieb von den Beratungen ausgeschlossen. Ähnlich wie bei der Londoner Vorkonferenz durfte Ministerpräsident Alcide De Gasperi lediglich eine Ansprache halten.

## Inhalt der Verträge

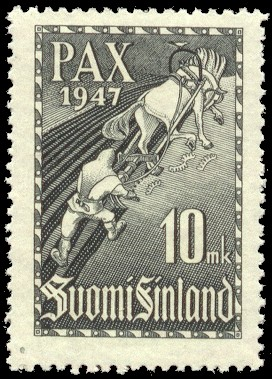
Finnische Briefmarke mit einer Darstellung des Ilmarinen anlässlich des Friedensvertrags, 1947

Die am 10. Februar 1947 in Paris unterzeichneten Verträge beendeten den Kriegszustand zwischen den Vertragsparteien, regelten den Abzug der alliierten Besatzungstruppen und die Repatriierung der Kriegsgefangenen. Außerdem wurden die jeweiligen nationalen Streitkräfte beschränkt, kriegsbedingte Grenzänderungen revidiert und aus dem Krieg entstandene Rechtsansprüche wie die Leistung von Reparationen festgesetzt. Italien sollte außerdem Kriegsverbrecher festnehmen und an die Alliierten ausliefern.
Die Friedensverträge umfassten auch die Einführung von Minderheitenrechten und Regelungen über Gebietsverluste. So musste Italien sein Kolonialreich in Afrika sowie den Dodekanes aufgeben.
Zu Grenzänderungen kam es an
- der ungarisch-slowakischen (Annullierung des Ersten Wiener Schiedsspruchs, zuzüglich der Abtretung des Bratislavaer Brückenkopfes),[13]
- der rumänisch-ungarischen (Annullierung des Zweiten Wiener Schiedsspruchs),[14]
- der sowjetisch-rumänischen (Abtretung Bessarabiens, der nördlichen Bukowina und des Herza-Gebietes an die Sowjetunion),[14]
- der bulgarisch-rumänischen (Bestätigung der Abtretung Süddobrudschas aus dem Jahr 1940 im Vertrag von Craiova),
- der sowjetisch-finnischen (Abtretung Ostkareliens),[15][16]
- der italienisch-jugoslawischen (Abtretung von Istrien und Palagruža, Triest wird „freie Stadt“)[17] und
- der französisch-italienischen (Abtretung von Tende und der Vallée Étroite) Grenze.[18]

Die politischen Bestimmungen schrieben fest, dass alle Unterzeichner
„die notwendigen Maßnahmen für alle in ihrem Einflussbereich existierenden Personen, unabhängig von ihrer Rasse, Geschlecht, Sprache oder Religion, zu ergreifen haben, damit diese in den Genuss der Menschenrechte und fundamentalen Freiheiten wie Meinungsfreiheit, Presse- und Publikationsfreiheit, Religionsfreiheit, politischer Anschauung und Versammlungsfreiheit kommen“.
Da Teile der Bevölkerung als Partisanen während des Krieges auf Seiten der Alliierten gekämpft hatten, wurden der Bevölkerung keine Strafen auferlegt. Jede Regierung verpflichtete sich zu Maßnahmen gegen ein Wiederaufleben faschistischer und anderer
„politischer, militärischer oder paramilitärischer Organisationen, deren Zweck die Aberkennung der politischen Rechte für das Volk ist“.
In Finnland wurden die diktierten Grenzen als eine große Ungerechtigkeit und ein Verrat der Westmächte empfunden. Die Westmächte hatten während des Winterkrieges von 1939 bis 1940 mit Finnland sympathisiert; nun aber tolerierten sie die sowjetischen Gebietseinverleibungen, die auf den Frieden von Moskau 1940 und den Waffenstillstand von Moskau 1944 zurückgingen.
Die Frage der Kriegsreparationen entpuppte sich als eine der schwierigsten Nachkriegsbedingungen. Die Sowjetunion bestand auf den höchstmöglichen Forderungen, mit einer Ausnahme für Bulgarien, das nicht am Deutsch-Sowjetischen Krieg teilgenommen hatte.
In den Verträgen mit Rumänien, Ungarn und Finnland wurden die Reparationsbedingungen relativ hoch angesetzt und nicht mehr revidiert. Die Sowjetunion erließ jedoch 1948 Finnland, Ungarn, Rumänien und Bulgarien 50 Prozent der Reparationsschulden.

## Reparationen
Die Höhe der von den einzelnen Achsenmächten jeweils zu leistenden Entschädigungszahlung wurde in den einzelnen Verträgen festgesetzt. Art und Menge eventuell darüber hinaus zu liefernder Güter sollten durch weitere bilaterale Abkommen bestimmt werden.
| Schuldner   | Summe        | Anteil       | Empfänger                        |
| ----------- | ------------ | ------------ | -------------------------------- |
| Italien     | 360 Mio. $   | 125 Mio. $   | Jugoslawien                      |
| Italien     | 360 Mio. $   | 105 Mio. $   | Griechenland                     |
| Italien     | 360 Mio. $   | 100 Mio. $   | Sowjetunion                      |
| Italien     | 360 Mio. $   | 025 Mio. $   | Äthiopien                        |
| Italien     | 360 Mio. $   | 005 Mio. $   | Albanien                         |
| Finnland    | 300 Mio. $   | 300 Mio. $   | Sowjetunion                      |
| Ungarn      | 300 Mio. $   | 200 Mio. $   | Sowjetunion                      |
| Ungarn      | 300 Mio. $   | 100 Mio. $   | Tschechoslowakei und Jugoslawien |
| Rumänien    | 300 Mio. $   | 300 Mio. $   | Sowjetunion                      |
| Bulgarien   | 070 Mio. $   | 045 Mio. $   | Griechenland                     |
| Bulgarien   | 070 Mio. $   | 025 Mio. $   | Jugoslawien                      |
| Gesamtsumme | 1.330 Mio. $ | 1.330 Mio. $ |                                  |

| Empfänger                        | Summe        | Anteil       | Schuldner |
| -------------------------------- | ------------ | ------------ | --------- |
| Jugoslawien                      | 150 Mio. $   | 125 Mio. $   | Italien   |
| Jugoslawien                      | 150 Mio. $   | 025 Mio. $   | Bulgarien |
| Jugoslawien und Tschechoslowakei | 100 Mio. $   | 100 Mio. $   | Ungarn    |
| Griechenland                     | 150 Mio. $   | 105 Mio. $   | Italien   |
| Griechenland                     | 150 Mio. $   | 045 Mio. $   | Bulgarien |
| Sowjetunion                      | 900 Mio. $   | 100 Mio. $   | Italien   |
| Sowjetunion                      | 900 Mio. $   | 300 Mio. $   | Finnland  |
| Sowjetunion                      | 900 Mio. $   | 200 Mio. $   | Ungarn    |
| Sowjetunion                      | 900 Mio. $   | 300 Mio. $   | Rumänien  |
| Äthiopien                        | 025 Mio. $   | 025 Mio. $   | Italien   |
| Albanien                         | 005 Mio. $   | 005 Mio. $   | Italien   |
| Gesamtsumme                      | 1.330 Mio. $ | 1.330 Mio. $ |           |